# 마크 메로

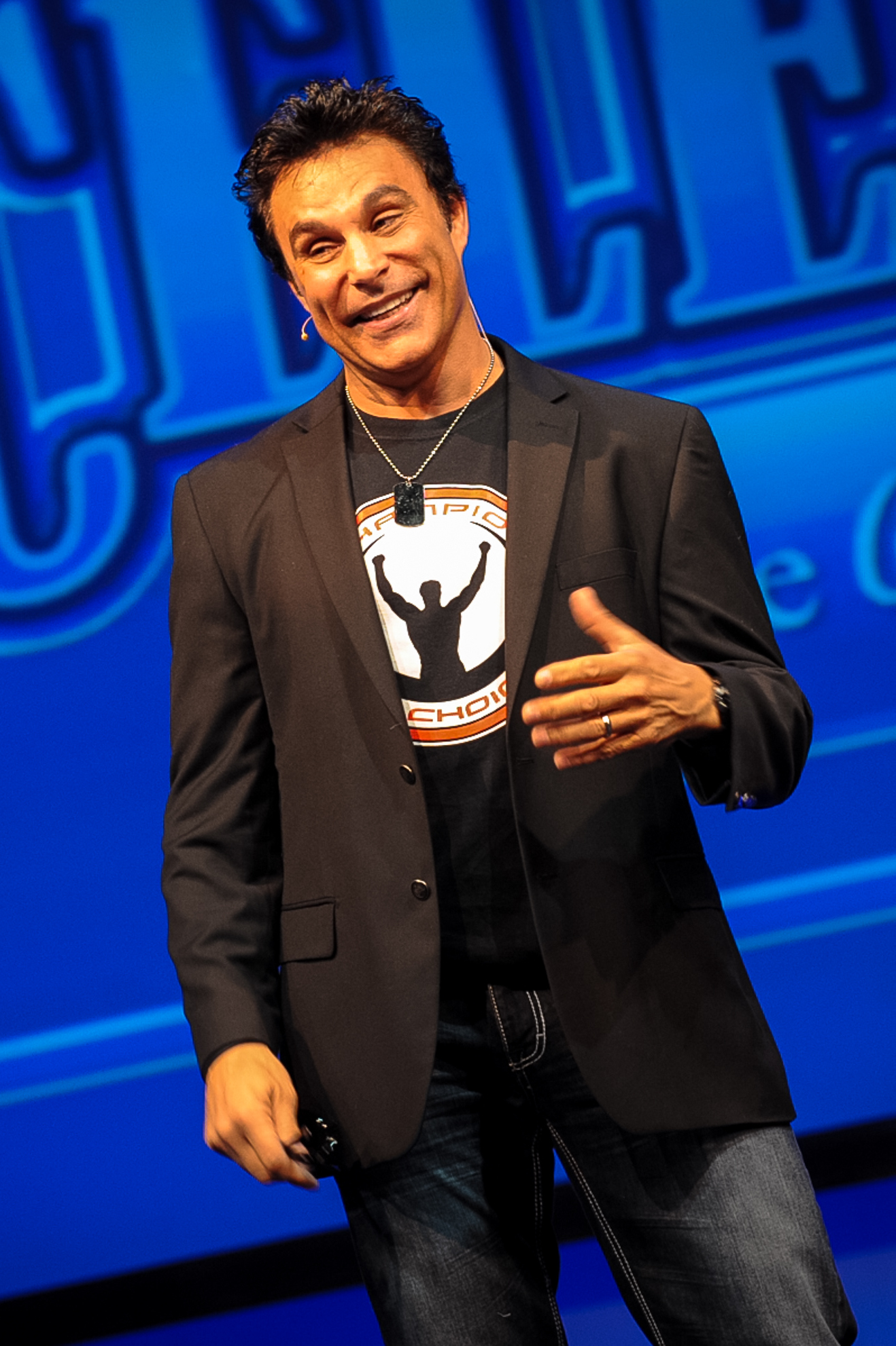

마크 메로(1965년 7월 9일 ~ )는 미국의 남자 프로레슬링선수다. WCW 링네임은 쟈니 비 바드(Johnny B. Badd)라고 한다. 키는 186cm 몸무게는 107kg나간다. 피니쉬는 와일드 씽/Wild Thing/ 마벨로서티/Marvelocity(다이빙 슈팅 스타 프레스/Diving shooting star press), 메로설트/Merosault(다이빙 문설트/Diving moonsault), 티 케이 오/TKO/토탈 노크 아웃/Total Knock Out(파이어맨즈 캐리 커터/Fireman's carry cutter)로 사용을 한다. 시그니처 기술은 키스 댓 돈츠 미스/Kiss That Don't Miss/투티 프루티(레프트-핸드 넉아웃 훅/Left-handed knockout hook), 바드 무드/Badd Mood(섬머솔트 플란차/Somersault plancha), 바드 데이/Badd Day(슈퍼 프랑켄슈타이너/Super frankensteiner), 골로타/Golota(스윙 사이드 슬램/Swinging side slam)이분은 1990년 프로레슬링 입문으로 밝혀진다. 그 당시 1996년 ~ 1998년까지 세이블이라는 매니저로 대리고 다니다가 1998년 재클린이라는 대리고 다닌적도 있었다. 그가 바로 전설적인 프로레슬링선수 중 한명이다.

## 수상
- 아마추어 에뜰렉티 유니온
- 엠파이어 스테이츠 게임즈
- 뉴욕 골든 글러브스
- PWI 루키 오브 더 이열 (1991)
- PWI 랭크드 힘 #43 오브 더 탑 500 싱글즈 레슬링 인 더 PWI 500 인 1996
- WCW 월드 텔레비전 챔피언 (3회)
- WWF 인터콘티넨탈 챔피언 (1회)
- WWF 인터콘티넨탈 챔피언 토너먼트 (1996)
- 모스트 임프로드 레슬러 (1995)
- 루키 오브 더 이열 (1991)